# Carlos Van Sante
Carlos van Sante (Wetteren, 13 mei 1896 - Bergisch-Gladbach, 9 februari 1947) was een Belgisch dominicaan en Vlaams activist. 

## Levensloop
Van Sante werd geboren in een Franstalige familie. Zijn vader was wijnhandelaar. Hij doorliep de humaniora in het college van Dendermonde en trad in bij de dominicanen.
In augustus 1914 meldde hij zich als vrijwilliger in het Belgisch leger. Aan het IJzerfront trad hij toe tot de Frontbeweging. Zijn activiteiten brachten mee dat hij naar een strafkamp werd gestuurd.
Hij bracht vaak bezoek aan Cyriel Verschaeve in Alveringem. In februari 1918 reisde hij naar Rome, in opdracht van Verschaeve, om documenten af te geven ter attentie van paus Benedictus XV. Nadat ze waren overgemaakt via de dominicaan Frederic Vosté en de Nederlandse kardinaal Willem Marinus van Rossum, ontving de paus Van Sante in audiëntie.
In de nacht van 4 mei 1918, terug aan het front, liep Van Sante over naar bezet België en bracht aan de activisten de steun van Verschaeve over. Hij behoorde aldus tot de groep van Sublieme Deserteurs en verbleef bij herhaling bij Robrecht De Smet. Na de Wapenstilstand werd hij gezocht als vaandelvluchtige en week uit naar Nederland. In 1921 werd hij bij verstek ter dood veroordeeld. Zijn zus Anna Van Sante trouwde met de voorman van de Frontbeweging Cesar Couvreur, van wie ze het avontuurlijk leven deelde.
In september 1919 werd hij ingekleed bij de Nederlandse dominicanen en in 1926 werd hij tot priester gewijd. Hij promoveerde in de wijsbegeerte en de godgeleerdheid en werd docent in kloosters van de dominicanen in Zwolle, Huissen en Nijmegen. Hij neigde naar een nogal integristische interpretatie van de geloofsleer en sloot nauw aan bij de Heemvaartbeweging, gesticht door Delftse studenten en ondersteund door heel wat priesters, vooral dominicanen, onder wie Titus Brandsma. Zijn oppositie tegenover meer gematigde katholieken had tot gevolg dat hij uit zijn ambt werd ontheven in Nijmegen en ontzet werd uit alle apostolaatswerk.
Hij werd daarop naar een klooster in Duitsland verplaatst maar in 1936 werd hij door de nazi's verbannen, vanwege zijn invloed bij studenten. Hij vertrok naar Frankrijk, maar in 1938 werd hij ook daar uitgewezen. Na in Zwitserland te hebben verbleven, kwam hij tijdens de Tweede Wereldoorlog naar België terug en oefende invloed uit op nationalistische jeugdgroepen. In 1943 verhuisde hij naar Keulen, waar hij verbleef tot aan zijn overlijden.